# Roussennac
Roussennac település Franciaországban, Aveyron megyében. Lakosainak száma 618 fő (2022. január 1.). Roussennac Anglars-Saint-Félix, Bournazel, Lugan, Montbazens, Rignac és Vaureilles községekkel határos.

## Népesség
A település népessége az elmúlt években az alábbi módon változott:
| Lakosok száma | 426  | 414  | 427  | 485  | 571  | 606  | 628  | 637  | 631  | 618  |
|               | 1968 | 1982 | 1990 | 2006 | 2013 | 2015 | 2017 | 2019 | 2020 | 2022 |